# Heiman Dullaert
Heiman Dullaert (ou Heiman Dullaart, 1636-1684) est un peintre de l'âge d'or de la peinture néerlandaise, poète et musicien.

## Biographie
Heiman Dullaart est né le 6 février 1636 à Rotterdam.

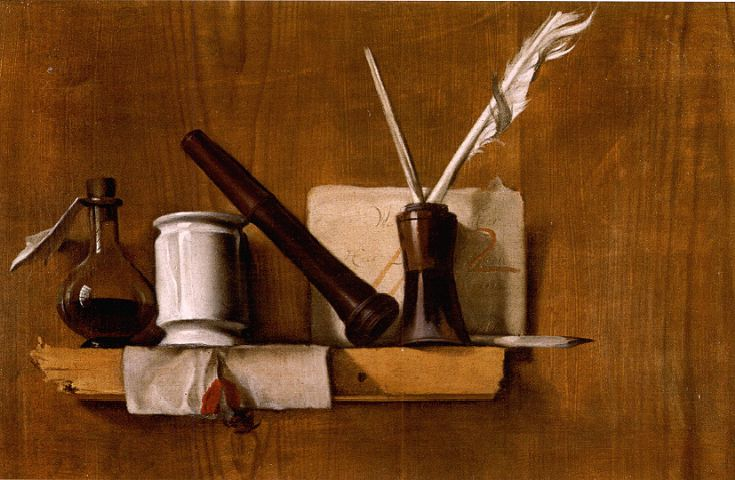
Un trompe-l'œil de Heiman Dullaart.

Il devient l'élève de Rembrandt entre 1653 et 1656, mais se fait plus connaître pour sa poésie que pour son art plastique. Certaines de ses peintures, le plus souvent des trompe-l'œil, sont conservées au musée Kröller-Müller.
Comme poète, il est connu pour ses sonnets amoureux Aan myne uitbrandende kaerse et Een korenwanner aan de winden, qui ont été republiés en 1994 dans l'anthologie de Gerrit Komrij, De Nederlandse poëzie van de 17e en 18e eeuw.
Heiman Dullaart est mort le 6 mai 1684 à Rotterdam.

## Dessins
- Tête de jeune fille coiffée d'un bonnet[4], plume et encre brune, lavis brun et quelques reprises à la gouache blanche, H. 65 ; L. 55 mm, Beaux-Arts de Paris. Le visage de la jeune fille est rendu de manière assez précise et élaborée, mais sa coiffe et son vêtement apparaissent en revanche plus schématiques. Ce dessin rappelle la facture d'un Autoportrait conservé à Berlin (Staatliche Museen, Kupferstichkabinett), attribué à Dullaert par Sumowski[5].